# Orden Sagrada de San Dumas
La Orden Sagrada de San Dumas es un grupo ficticio de los cómics de Batman.

## Historia
La orden fue originalmente parte de los caballeros templarios, un grupo de monjes soldados que fueron formados durante las Cruzadas originalmente para proteger a los peregrinos en camino hacia la Tierra Santa, y que se hicieron muy poderosos antes de disolverse. Los miembros de la Orden tuvieron un enfrentamiento con los otros templarios y formaron su propio grupo, llamado así por su líder Dumas ("que nadie más ha acusado de ser un santo"). El villano de siglos de antigüedad Ra's al Ghul una vez tuvo "una aventura" con Dumas, y Ra's describió más tarde al fundador de la Orden como "... [un] hombre vicioso, un fanático loco." La Orden finalmente robó la Rueda de Plagas de Ra's, que contiene un registro de armas biológicas. Ra's en persona también tomó su preciada armadura de batalla, El Traje de los Lamentos, para pasar como una herencia familiar.
La orden se enriqueció durante las Cruzadas y luego se ocultaron. Se dedicó a las enseñanzas de Dumas. El primer campeón de la orden era un hombre asiático llamado Stephen Forrest Lee, el asesino conocido por Mark Shaw como Dumas. El fracaso de este campeón dividió la orden.

### División
La rama principal se retiró y los elementos disidentes violentos crearon un nuevo campeón llamado Azrael, un título hereditario dado al ejecutor y asesino casi sobrehumano de la orden disidente. Los miembros de la orden disidente ampliaron el poder de la organización matando a sus enemigos, acaparando conocimientos y secuestrando algunos de los más grandes pensadores del mundo. La orden también extendió desinformación para garantizar que las teorías de los genios secuestrados se verían tan tontas que nadie las extrañaría o examinaría su investigación. Un reciente Azrael, Jean-Paul Valley, finalmente destruyó al grupo disidente.
En Detective Comics #842, revela que hay otra facción disidente, La Orden de la Pureza.

### Un nuevo campeón
La rama principal de la orden recientemente contrató al ex Manhunter Mark Shaw para ser su nuevo campeón.